# Yudai Nishikawa
Yudai Nishikawa (西川 優大 Nishikawa Yudai?), född 19 april 1986 i Tokyo prefektur, är en japansk fotbollsspelare.
Nishikawa började sin karriär 2009 i FC Gifu. Han spelade 114 ligamatcher för klubben. 2012 flyttade han till Kataller Toyama. 2014 blev han utlånad till Tochigi SC. Han gick tillbaka till Kataller Toyama 2016. Han avslutade karriären 2016.